# Alfred Van Landeghem
Alfred Van Landeghem was een Belgische stuurman in het roeien. Hij was de stuurman van het Belgisch roeiteam en lid van de Koninklijke Roeivereniging Club Gent. Hij nam deel aan de Olympische Spelen en won hierbij een zilveren medaille.
Hij nam deel voor België aan de Olympische Zomerspelen 1908 in Londen en was een van de zilverenmedaillewinnaars in de acht met stuurman van de Koninklijke Roeivereniging Club Gent.

## Palmares

### acht
- 1908:  OS in Londen